# 曲布雄乡
曲布雄乡（藏語：ཕྱུག་པོ་གཞུང་，威利转写：phyug po gzhung），是中华人民共和国西藏自治区日喀则市桑珠孜区下辖的一个乡镇级行政单位。

## 行政区划
曲布雄乡下辖以下地区：
坚泽村、边觉伦布村、塔吉村、刚西村、康萨村、顶村、鲁曲村、查奴村、加堆村、加卡村、查玛村、尼康村、普夏村、仁卡村和边玛村。